# 国务会议 (英格兰)
国务会议（英語：Council of State），后改称护国公枢密院（Protector's Privy Council）是英国内战处决国王查理一世后由残缺议会于1649年2月14日成立的英格兰共和国统治机构，构想来自亨利·艾尔顿提出的君主立宪制方案《建议要点》，成员41人中31人来自英格兰议会，10人来自新模范军。